# Fiebre del oro de la meseta Cariboo
La fiebre del oro de la meseta Cariboo es la fiebre del oro más famosa de la Columbia Británica y a veces es erróneamente considerada la razón de la fundación de la Colonia de la Columbia Británica. De hecho, ésta había sido creada tres años antes en respuesta a un importante flujo de buscadores de oro estadounidenses durante la fiebre del oro del cañón del Fraser, la cual había atraído a miles de hombres al área entre Lillooet y Yale. A diferencia de sus contrapartes sureñas, la fiebre del oro de la meseta Cariboo produjo una inmigración compuesta en gran parte por británicos y canadienses (refiriéndonos con este último término a habitantes de lo que aún entonces era un conjunto de colonias separadas y no unidad nacional); por otro lado, la fiebre del oro del cañón del Fraser había atraído a chinos y estadounidenses de una manera abrumadora, aunque también una mezcla europea políglota que incluía una gran cantidad de alemanes, escandinavos, eslavos y europeos meridionales, así como también mexicanos, centro y sudamericanos y antillanos, entre otros. 
- Datos: Q1036104